# Kanjon Rosomače
Kanjon Rosomače poznat i kao Rosomački lonci, Rosomačko grlo i Slavinjski lonci, deo je rečne doline istoimene reke koji je nastao intenzivnim usecanjem njenog vodenog toka u stensku masu Stare planine, u istočnoj Srbiji, na oko 30 km od Pirota.
Kanjon, kao važan objekat geonasleđa, sa profilom jurskih sedimenata i fosilnim ostacima stvorenim u najdubljim delovima mora, svojim slojevitim ivicama i karakterističnim pojavama prečaga koje u koritu reke, formiraju interesantan niz slapova i vodopada, impresionira svojim jedinstvenim geomorfološkim, geološkim, hidrološkim i hidrogeoloških osobenostima.

## Položaj
Kanjon se nalazi u Parku Prirode „Stara planina“ u istočnoj Srbiji na teritoriji opština Pirot, u neposednoj blizini sela Slavinja, od koga se pruža do sela Rosomač u dužini od oko 500 metara. U okolini kanjona nalaze se živopisna staroplaninska sela interesantna za turiste, uključujući i crkvu Svetog Đorđa iz 16. veka, u selu Slavinja.
- GPS Lokacija — 43°9'9.58"N i 22°51'20.51"E
- Nadmorska visina — 775 m

## Geografija
Geološka prošlost
Kanjon је usekla nevelika reka Rosomača pre mnogo miliona godina na svom toku od Stare planine ka Visočici najpre probijanjem pećine, da bi potom nekakav trust ili sila teže obrušila njenu tavanicu. Rezultat toga bio je nastanak kanjon, ne šireg od pet metara, ne višeg od sedamdeset i ne dužeg od petsto metara.
Ovaj kanjon sasvim je dovoljno dug, širok, visok i strm da ga čovek zbog njegove lepote, kada ga prvi put vidi nikad ne izbriše iz svog sećanja.
Geomorfologija
Kanjon Rosomače izgrađen je abrazivnim procesima u slojevitim krečnjačkim stenama jurske starosti, u kojima su usečena proširenja sa virovima koji podsećaju na kotlove ili lonce, po čemu je i dobili ime „Rosomački lonci”. Nastali su karakterističnim procesom vertikalne fluvijalne erozije, na mestima gde reka naglo sa kaskada pada u korito, pa se, zbog velike kinetičke energije vode, vrši usecanje dela rečnog korita neposredno iza kaskada. Širina ovih lonaca može iznositi i do 4 m u prečniku.
Teren oko kanjona se sastoji od kamenitih zaravni i pokriven je niskom vegetacijom (travom i žbunjem).
Zbog strmine stena, vodi u „loncu” je skoro nemoguće prići. A ako joj neko i priđe u njoj se na može kupati, jer ova prozirno bistre „gorske suza”, i po najtoplijem danu teško da premašuje pet do šest stepeni.

## Turizam
Turistička posetu kanjonu Rosomače najbolje je obaviti u letnjim mesecima. Najbolji pogled na kanjon Rosomače pruža se sa njegove leve ivice, do koje se dolazi jednostavnim penjanjem uz stene bez velikih napora, pokrivene niskom vegetacijom (travom i žbunjem).
U blizini kanjona, u selu Slavinja, nalazi se i crkva Svetog Đorđa iz 16 veka, koju obavezno treba posetiti. Smeštaj za posetioce kanjona je moguć u obližnjem selu Visočka Ržana, u privatnim starinskim kamenim kućama.

## Zanimljivosti
Meštani sala Slavinja proširenja u kanjonu zovu „kotlove", kovitlace vode „buke", a fosilizovani amonit „ohljuvće"